# Antifer
Antifer es un género extinto de la familia Cervidae. Está integrado por 2 especies. Es el cérvido con registro más antiguo de América del Sur; vivió desde el Plioceno tardío, y todo el Pleistoceno hasta el Holoceno temprano, en el centro-sur de Sudamérica.

## Taxonomía
El género Antifer fue creado por el paleontólogo argentino Ameghino en el año 1889.
Su validez fue durante mucho tiempo cuestionada por diversos autores, hasta que en el año 1932 Kraglievich dio los argumentos definitivos que demostraron la efectiva existencia de Antifer como una entidad genérica independiente, estableciendo así mismo las dos especies que le son reconocidas como integrantes del mismo.
Este género se subdivide en 2 especies:
- Antifer ultra (Ameghino, 1889)
- Antifer ensenadensis (Ameghino, 1889)

## Distribución
Sus especies se distribuyeron en el sur del Brasil, Chile central, Uruguay, y las pampas del centro de la Argentina. 
Argentina.
- provincia de Buenos Aires
- provincia de Corrientes
- provincia de Entre Ríos
  - arroyo Ensenada, departamento Diamante.[9] Formación Arroyo Feliciano; Edad Lujanense sensu stricto. Especie: Antifer ultra.
- provincia de Formosa
  - Especie: Antifer sp.
- provincia de Neuquén
  - Especie: Antifer ensenadensis.
- provincia de Santa Fe

Brasil.
- Río Grande del Sur
  - Oeste del estado (formación Touro Passo)
  - Santa Vitoria do Palmar.[10]

Chile.
- Región de Coquimbo
  - Yacimiento arqueológico Quebrada de Quereo I y II. (31°55′S-71°34′W) Especie: Antifer ultra (A. niemeyeri)
- Región Metropolitana de Santiago
  - Yacimiento arqueológico de Pudahuel. Especie: Antifer sp.
- Región de O'Higgins
  - Yacimiento arqueológico Taguatagua 1 (TT-1) y 2 (TT-2) (34°30′S-71°06′W) Especie: Antifer ultra (A. niemeyeri)

Uruguay.
- Departamento de Salto
  - Formación Sopas

## Características
Antifer es un género de cérvidos de tamaño mediano a grande. Se caracteriza por presentar un cráneo grande, cavidades pre-orbitales aumentadas, y apófisis paraoccipitales cortas. Sus cornamentas son largas, robustas, y con numerosas ramificaciones; con el primer mogote u ocular (la primera bifurcación) colocado inmediatamente encima de la base o unión con el cráneo; con todas las ramas aplastadas y ensanchadas en las bifurcaciones, tomando la forma de las del reno y del Megaloceros, y con fuertes ranuras longitudinales.

## Hábitos y causas de su extinción
A este género se lo relaciona a hábitat cálidos abiertos, próximos a humedales en sabanas arbustivas, no a ecosistemas forestales de canopia cerrada. Pastarían siempre atentos al peligro que representaban los variados predadores carnívoros. Su dieta era completamente herbívora.
Ambas especies vivieron hasta el Holoceno temprano, por lo que convivieron durante algunos milenios con las primeras oleadas humanas llegadas a América del Sur, es decir los primitivos amerindios. Estos, según los especialistas, ejercieron una presión cazadora que podría haber afectado el equilibrio poblacional de muchas de las especies de megafauna sudamericana, lo que podría ser una de las causas de su completa extinción.